# Centrum Szkolenia Specjalistów Wojsk OPK
Centrum Szkolenia Specjalistów Wojsk OPK im. Wojciecha Kętrzyńskiego (CSSWOPK) – ośrodek szkolenia specjalistów Wojsk Rakietowych i Artylerii Wojsk Obrony Powietrznej Kraju, a od 1990 roku – Wojsk Lotniczych i Obrony Powietrznej. 
W 1959 w Giżycku rozpoczęto formowanie Ośrodka Szkolenia Specjalistów Artylerii (OSSA). W trakcie formowania ośrodek przeniesiono do Gołdapi, a we wrześniu 1960 do Bemowa Piskiego. Pod koniec 1960 zmieniono nazwę ośrodka na Centrum Szkolenia Specjalistów Artylerii i Radiotechniki (CSSAiR). Zadaniem centrum było szkolenie specjalistów dla potrzeb jednostek rakietowych Wojsk Obrony Powietrznej Kraju. 
W 1974 w CSSAiR rozpoczęto szkolenie absolwentów szkół wyższych w Szkole Oficerów Rezerwy, po likwidacji której powołano Szkołę Podchorążych Rezerwy. W grudniu 1978 nazwę CSSAiR zmieniono na Centrum Szkolenia Specjalistów Wojsk OPK im. Wojciecha Kętrzyńskiego (CSSWOPK). W 1992 ponownie zmieniono nazwę na Centrum Szkolenia Specjalistów WLOP, potem na Centrum Szkolenia Specjalistów Wojsk Rakietowych (CSSWR). 
Centrum to istniało do czerwca 1997 roku. W okresie istnienia w Centrum przeszkolono: 3 tys. oficerów, 2,9 tys. oficerów i podchorążych rezerwy, 0,9 tys. chorążych, 1,9 tys. podoficerów zawodowych, 5,1 tys. podchorążych, 47 tys. podoficerów i młodszych specjalistów.

## Struktura organizacyjna (1965)
- komenda i sztab
- wydział ogólny
- wydział polityczny
- wydział techniczny
- wydział szkolenia
  - cykl taktyki i pracy bojowej
  - cykl techniczny
  - cykl radiotechniczny
  - cykl elektromechaniczny
  - cykl nauk społeczno-politycznych
- kursy – doskonalenia oficerów i przeszkolenia
- bateria podchorążych OSAPlot i OSR
- szkoła podoficerska
- kwatermistrzostwo

## Komendanci
- płk Aleksander Grabowski (1959-1963)
- płk Zbigniew Badocha (1963-1968)
- płk Mieczysław Wasąg (1968-1970)
- płk Zygmunt Knoll (1970-1975)
- płk Kazimierz Jędrzejewski (1976-1983)
- płk Mieczysław Sławiński (1983-1989)
- płk Jan Kosztowniak (1989-1997)